# Nguyễn Phương Thiệp
Nguyễn Phương Thiệp (1929 – 1978) là luật sư, nhà báo, chính khách và nhà ngoại giao Việt Nam Cộng hòa, từng giữ chức Đại sứ Việt Nam Cộng hòa tại Úc, Cộng hòa Liên bang Đức và các nước khác.:751

## Tiểu sử
Nguyễn Phương Thiệp sinh ngày 1 tháng 1 năm 1929 ở Nghệ An, Trung Kỳ, Liên bang Đông Dương.
Năm 1953, ông đủ tiêu chuẩn làm luật sư ở Sài Gòn và bắt đầu công tác cùng năm đó cho đến năm 1956. Đồng thời, ông cũng làm nhà báo từ năm 1953 đến năm 1962.:751 Năm 1955, ông tham dự Hội nghị Á – Phi tổ chức tại Bandung, Indonesia với tư cách là thành viên của phái đoàn Quốc gia Việt Nam.:751 Năm 1956, ông giữ chức Tổng thư ký Quốc hội Việt Nam Cộng hòa và tích cực tham gia soạn thảo bản Hiến pháp đầu tiên của Việt Nam Cộng hòa. Từ năm 1956 đến năm 1963, ông là Dân biểu Quốc hội Việt Nam Cộng hòa.:751
Từ năm 1957 đến năm 1963, ông là thành viên thuộc Liên minh Nghị viện Thế giới.:751 Từ năm 1968 đến năm 1972, ông giữ chức Đại biện lâm thời Đại sứ quán Việt Nam Cộng hòa tại Brasil.:751 Năm 1973, Nguyễn Phương Thiệp được bổ nhiệm làm Đại sứ Việt Nam Cộng hòa tại Úc. Trước đó, chức Đại sứ Việt Nam Cộng hòa tại nước này đã bị bỏ trống hai năm rưỡi, trong thời gian này, đại sứ quán do các đại biện trong nước bao gồm Đỗ Trọng Châu và Võ Văn Hiếu chủ trì. Ngày 20 tháng 6 cùng năm, ông sang Úc đệ trình quốc thư.
Tháng 6 năm 1974, ông giữ chức Đại sứ Việt Nam Cộng hòa tại Cộng hòa Liên bang Đức, đồng thời giữ chức Đại sứ Việt Nam Cộng hòa tại Đan Mạch, Na Uy và Thụy Điển.:751 Từ sau sự kiện 30 tháng 4 năm 1975, Đại sứ quán Việt Nam Cộng hòa tại Bonn thuộc Tây Đức đành phải đóng cửa vào ngày 2 tháng 5 năm đó.
Nguyễn Phương Thiệp qua đời ở tiểu bang New Jersey nước Mỹ năm 1978.

## Đời tư
Nguyễn Phương Thiệp là người Công giáo. Ông đã kết hôn và có bốn đứa con.:751